# 霜降り明星
霜降り明星（しもふりみょうじょう）は、吉本興業（東京本部）所属のお笑いコンビ、YouTuber。略称は「霜降り」。NSC大阪校33期および東京校16期と同期扱い。2019年3月まで大阪を拠点に活動し、4月より東京に活動拠点を移した。第38回ABCお笑いグランプリ、M-1グランプリ2018王者、コンビ揃ってR-1ぐらんぷりファイナリスト。

## メンバー
せいや（1992年〈平成4年〉9月13日 - ）（32歳）
ボケ担当（トークや一部コントではツッコミ担当にもなる）。立ち位置は向かって左。
本名：石川 晟也（いしかわ せいや）
大阪府東大阪市出身。近畿大学文芸学部文化学科卒業。身長163 cm、体重67 kg、血液型A型。

粗品（そしな、1993年〈平成5年〉1月7日 - ）（32歳）
ツッコミ担当（トークや一部コントではボケ担当にもなる）。立ち位置は向かって右。
本名：佐々木 直人（ささき なおと）
大阪府大阪市出身。同志社大学文学部国文学科中退。身長180 cm、体重65 kg、血液型O型。

## 略歴
高校時代に学生のお笑い大会で出会い、大学時代にピン芸人として2年活動した粗品がせいやを誘いコンビを結成する。吉本にはオーディションを経て所属したためNSCを出ておらず、そのため大阪校33期「扱い」となっている。
せいやは子どもの頃からお笑いが好きで、小学生の頃に同級生と「中島ミート」というコンビを結成し、テレビ番組で漫才を披露したことがある。中学時代もアマチュアの芸人としてテレビ出演した経験がある。
粗品も高校時代から「粗品」の芸名を名乗り、アマチュアながら『R-1ぐらんぷり』にエントリーし、高校3年生の時には準決勝に進出している。また、大喜利のサイトを運営していた。

### 高校時代
粗品が同級生と結成したコンビ｢スペード｣がハイスクールマンザイ2009で決勝進出を果たし高校生の間で話題になると、せいやはスペードを倒したいという思いのもとコンビ｢ドンパルトン｣を結成し、2010年大会に出場した。8月にイオンモール高の原でおこなわれた近畿地区予選で両コンビがぶつかり、これをきっかけに交流が始まる。この時はせいやのコンビ・ドンパルトンが優勝し、その後粗品のコンビ・スペードも予選を勝ち進むも準決勝大会で両者ともに敗退した。
翌年3月に開催されたお笑いインターハイ2011・関西ブロック予選ではそれぞれピンで出場し、両者ともに決勝本戦大会に進出している。この時もせいやは前年度優勝者の粗品を倒すことを目的に参加しており、一方粗品は予選で見たせいやのピンネタに惹かれ、これをきっかけにコンビ結成を持ちかけ始めたというエピソードがある。
2人は高校時代について「漫才が青春だった」と話している。

### 大学時代 - コンビ結成
粗品は同志社大学、せいやは近畿大学にそれぞれ進学した。粗品は大学1年生時によしもとのオーディションに合格しピン芸人として活動を開始する。また、この頃から2人でアマチュアコンビとして不定期で活動しており、2011年6月に開催された「堺市Twitterサミット」のお笑いライブに漫才コンビ「霜降り明星」として出演している。同年12月には当時5upよしもとで行われていた若手バトル「サードチャレンジ」を受け、合格している（次の「サードバトル」は不合格だったためコンビで劇場メンバーにはならなかった）。
その後、ピン活動を続けた粗品はせいやを「こいつが一番面白い奴。こいつと組んだら、もっと面白いネタができる」と考え、芸人になるよう誘い続けた。当時のせいやは国語教諭を目指していたが、粗品の熱心さに「この先の人生で、こんなに必要とされることないやろな」と考え、正式にコンビ結成を決意。
その直後、粗品はピン芸人として関西の人気番組『2012オールザッツ漫才』（毎日放送）にて、若手芸人の登竜門と言われるfoot cutバトルで史上最年少の19歳で優勝する。その際のインタビューで粗品は「成人したらスーツ着て漫才がしたい」と語っているが、後にこれはすでにコンビ結成を約束していたせいやに向けてのものだったと話しており、また当時自宅でこの番組を観ていたせいやは「自分は必要ないのではないか」と焦って一人で自転車を飛ばし山に行ったというエピソードがある。
2013年1月、「霜降り明星」を結成。コンビ名は、それぞれが思いついた単語の案を組み合わせてネーミングした（せいやが「霜降り」、粗品が「明星」）。せいやは縁起がよさそうという理由から、粗品は当初は自分が暗いので相方に明るい方をやってもらいたいという意味を込めてこの言葉を選んだとしていたが、本当は粗品が当時好きだったアニメ『瀬戸の花嫁』（テレビ東京）のお気に入りの登場人物である「不知火明乃明星」からとったと話している。

### コンビ結成以降
2013年3月26日の『笑い飯・千鳥の舌舌舌舌』（サンテレビ）にテレビ初出演。収録日は結成3週間後。
2014年には現在の漫才スタイルに近いものが生まれる。同年に行われた第4回『THE MANZAI』では認定漫才師50組に選ばれる。
2017年、『新しい波24』（フジテレビ）に選抜され、同年10月30日よりフジテレビ系列にて開始した『AI-TV』にレギュラー出演が決定。
同年7月、若手芸人の登龍門的コンテストである第38回『ABCお笑いグランプリ』で優勝。
2018年2月、第7回『ytv漫才新人賞』で優勝。
同年3月、『R-1ぐらんぷり』2018で史上初めてコンビ共に決勝進出。
同年12月2日、『M-1グランプリ』2018で初の決勝進出を決め、ファーストステージは9番目に登場して1位通過を決める。ファイナルステージは3票獲得した和牛に競り勝ち4票を獲得し優勝。M-1史上初、平成生まれの優勝コンビが誕生したとともに、最年少優勝記録を更新した。なお、史上2組目の平成生まれコンビは『M-1グランプリ2023』で優勝した令和ロマンである。最年少優勝記録については2025年現在も継続中である。
2019年1月、第4回『上方漫才協会大賞』で特別賞を受賞。
2019年3月3日、『霜降り明星のだましうち!』（朝日放送ラジオ）内で同年4月より活動拠点を東京へ移すことが発表された。
同年3月10日、『R-1ぐらんぷり』2019で粗品が決勝進出を決め、1stステージでおいでやす小田との接戦を制してFinalステージに進出を決め、Finalステージでも大須賀健剛（セルライトスパ）との接戦を制してR-1史上初のM-1、R-1の2冠を達成した。

### 東京進出
2019年7月にYouTubeチャンネル『しもふりチューブ』を開設。漫才やトーク、企画などを毎日18時に配信。2020年10月3日にはコンビ芸人のYouTubeチャンネルで初となる登録者数100万人を突破した。
2019年7月のニホンモニター『2019上半期タレント番組出演本数ランキング「ブレイクタレント」』、ORICON NEWS『2019年 上半期ブレイク芸人ランキング』、8月の日経エンタテインメント！『この1年で最もブレイクしたと思うお笑い芸人』の全てにおいて1位を獲得した。『2019年 上半期ブレイク芸人ランキング』では、『世代別TOP5』において10代から50代の全ての世代で1位を獲得した。下半期も含めた『2019テレビ番組出演本数ランキング「ブレイクタレント」』でも1位となった。
2020年1月から3月にかけて、お互い他局ながら同クール放送のドラマに出演し、共に演技力を高く評価された。
その後深夜帯を中心に着実に冠番組を増やし、元日には『初詣!爆笑ヒットパレード』（フジテレビ）の進行を担当した。2021年4月からはオトラクション（TBSテレビ）にて初めてゴールデンタイムでのレギュラー番組のMCを務める。
2022年2月27日、なんばグランド花月で行われた本公演にて初めてトリを務めた。
2024年2月24日、2人がレギュラー出演する「新しいカギ」の放送内にて、夏に「新しいカギ」がベースとなる「FNS27時間テレビ2024」の生放送が決定し、同じく「新しいカギ」にレギュラー出演するチョコレートプラネット、ハナコとともに総合司会に就任することが発表された。なお、総合司会は3組とも初担当となる。
2025年1月より、せいやが日本テレビで放送している「ぐるぐるナインティナイン」のコーナー「グルメチキンレース・ゴチになります!」のレギュラーになる。粗品はぐるナイが放送されている木曜20時台に放送されている「有吉木曜バラエティ」（テレビ東京）にレギュラー出演しているため、同じ時間帯でそれぞれ違う局に出演するという事態が起きている。

## 芸風・評価
- 主に漫才。コント漫才。監査が中心で、通常のコント漫才と違い、せいやのみが役に入る。せいやの舞台を動き回るアクティブなボケに、粗品がスポーツの実況のようにツッコんでいく。粗品の体言止めでの一言ツッコミが特徴[注釈 3]。二人の掛け合いはネタ振り程度で、コントに入ったせいやが一人で激しく動いている時間がネタの大半を占める。
- ネタ作りは両者ともに行う。テーマを決めて、二人が別々に持ち寄ったボケとツッコミを出していき、パズルのように組み合わせながら作っている[14]。

### 評価
- 2018年12月6日の『ナインティナイン岡村隆史のオールナイトニッポン』（ニッポン放送）で、石田明（NON STYLE）は、「粗品って元々ピン芸人で、独特なフリップネタをやってて。言うと、せいやが、動くフリップなんですよ。実は後半に畳みかける時に、せいやを見ずに突っ込んでる時があるんですよ。あれはもうフリップの間なんですよね」と、粗品のフリップ芸を発展させたものと指摘している。また、『M-1グランプリ2018』の最終決戦でのネタについて、「あのテンポは本当にできない」「“M-1映え”するネタ」と評している[30]。
- 2019年9月、『アメトーーク!』（テレビ朝日）の「ツッコミ芸人が選ぶ このツッコミがすごい！」で、土屋伸之（ナイツ）は粗品について、「初めて見た時、マンガのフキダシみたいなのが見えたんですよ。それぐらいわかりやすく、見てる人に面白いぞ！っていうのを教えてくれる、そういうツッコミの発明なので」と評している。博多大吉（博多華丸・大吉）は、せいやについて「粗品に足りないところを全部持ってる感じ。明るさ、人から好かれるタイプで母性本能をくすぐる。だから2人で合わさると（強い）」とコンビのバランスを評した[31][32]。
- 松本人志（ダウンタウン）は、『ダウンタウンなう』（フジテレビ）の「人志松本の酒のツマミになる話」の中で、「千鳥と霜降りは、ここ最近でやっぱり…。スゴイの出てきたなって思うもん」と高く評価している[33]。

## 出囃子

### 現在の出囃子
- THE BEATLES 「Help!」
- エリオをかまってちゃん 「Os-宇宙人」（粗品のみ）
- 粗品「ぷっすんきゅう」（粗品のみ）

### 過去の出囃子
- 上海アリス幻樂団「天空のグリニッジ」（初期）[注釈 4][34]

## 賞レース成績・受賞歴など

### M-1グランプリ
| 年     | 結果       | エントリーNo. | 決勝戦キャッチコピー | 備考                       |
| ------ | ---------- | ------------- | -------------------- | -------------------------- |
| 2015年 | 3回戦敗退  | 1197          |                      |                            |
| 2016年 | 準決勝敗退 | 82            |                      | 予選28位、敗者復活戦18位   |
| 2017年 | 準決勝敗退 | 1357          |                      | 予選19位、敗者復活戦11位   |
| 2018年 | 優勝       | 349           | 縦横無尽             | ファーストラウンド 1位通過 |

### その他
- 2014年 日清食品 THE MANZAI 本戦サーキット敗退
- 2017年 第38回ABCお笑いグランプリ 優勝[36]
- 2017年 歌ネタ王決定戦 決勝9位
- 2017年 キングオブコント 準々決勝敗退
- 2018年 第7回ytv漫才新人賞 優勝[37]
- 2018年 第48回NHK上方漫才コンテスト 本選進出
- 2018年 キングオブコント2018 準々決勝敗退[38]
- 2019年 第4回 上方漫才協会大賞 特別賞[19]
- 2019年 GQ Men of the Year 2019 コメディ・アクト・オブ・ザ・イヤー賞
- 2019年 第19回ビートたけしのエンターテインメント賞 演芸新人賞[39]
- 2019年 ものまねグランプリ特別編 ものまねレジェンドが選ぶ次世代ものまね芸人No.1決定戦 優勝[40]
- 2020年 プラネット賞2020 話題賞（霜降り明星のオールナイトニッポン0 2020年6月19日放送回）
- 2021年 キングオブコント2021 準決勝敗退
- 2025年 第10回 上方漫才協会大賞 特別功労賞[41]

## 出演

### テレビ番組

#### 現在の出演番組
- 霜降り明星のあてみなげ（静岡朝日テレビ、2019年4月5日 - ） - 冠番組[42]
- 新しいカギ （フジテレビ、2021年4月23日 - ） - メインキャスト[43]
- 天才てれびくん（Eテレ、2023年4月3日 - ）

#### 過去の出演番組
- 新しい波24（フジテレビ、2017年4月4日 - 9月19日）
- AI-TV（フジテレビ、2017年10月30日 - 2018年3月12日）
- EVERGREEN（関西テレビ、2017年10月1日 - 2018年12月23日）
- うまンchu（関西テレビ、2018年4月7日 - 2019年9月28日）
- お笑いワイドショー マルコポロリ!（関西テレビ、2018年 - 2019年）
- めざましテレビ（フジテレビ、2019年1月） - 2019年1月度マンスリーエンタメプレゼンター
- 衝撃のアノ人に会ってみた!（日本テレビ、2019年4月3日 - 2020年3月18日）
- 霜降りバラエティ→霜降りバラエティX（テレビ朝日、2019年4月5日 - 2024年6月30日）- 冠番組[44]
- シェアハウス Bダッシュ（東海テレビ、2019年4月30日 - 10月1日）
- おはスタ（テレビ東京、2019年4月12日 - 2020年6月12日） - 金曜コーナーレギュラー
- 第7キングダム（日本テレビ、2020年4月5日 - 6月21日） - MC
- お笑いG7サミット（日本テレビ、2020年7月5日 - 9月27日） - MC
- 爆笑問題&霜降り明星のシンパイ賞!!（テレビ朝日、2019年10月7日 - 2021年9月19日） - MC・冠番組[注釈 5][44]
- オトラクション（TBS、2021年4月13日 - 2022年2月22日） - MC[44][45][46][注釈 6]
- 芸能界常識チェック!〜トリニクって何の肉!?〜（朝日放送、2019年4月9日 - 2022年3月1日）
- 霜降りミキXIT（TBSテレビ、2020年6月29日 -  2022年3月14日） - MC・冠番組[注釈 7][44]
- ラストアイドル 〜ラスアイ、よろしく！〜（テレビ朝日、2019年10月3日 - 2022年3月26日） - MC[44]
- 乃木坂46のザ・ドリームバイト!（フジテレビ、2020年4月7日 - 2022年3月29日） - 3代目MC
- クイズ!THE違和感（TBSテレビ、2020年4月13日 - 2022年9月12日）
- 今ちゃんの「実は…」（朝日放送）- 準レギュラー
- 笑いの学校（日本テレビ、2022年3月19日 - 4月2日）- メインキャスト
- AKB48 サヨナラ毛利さん（日本テレビ、2022年4月8日 - 2023年3月24日） - MC[47]
- 天才てれびくんhello,（NHK Eテレ、2020年4月6日 - 2023年3月29日）
- 乃木坂46とダンスバトルズ→乃木と霜降りのダンスバトルズ（フジテレビ、2022年4月5日 - 2024年3月26日） - MC[注釈 8][注釈 9][48]
- 霜降り明星のゴールデン☆80'S（BSフジ、2022年10月9日 - 2024年3月30日） - 冠番組

#### 特別番組
＊MCもしくはメインキャスト
現在
- 爆笑そっくりものまね紅白歌合戦スペシャル（フジテレビ）- コーナーMC
- R-1グランプリ（関西テレビ・フジテレビ、2021年 - ） - MC

過去
- 霜降りAマッソ笑いの修学旅行（静岡朝日テレビ、2018年2月10日・2月25日・12月29日・2019年1月30日・2月6日）[49]
- 霜降り明星の涙の数だけ笑わせて（朝日放送テレビ、2018年3月3日）
- 霜降り明星の沖縄-1ツアー 〜先輩、オススメ教えてください〜（朝日放送テレビ、2018年4月7日）
- 霜降り明星のJBCってなんなんじゃそりゃ?（関西テレビ、2018年10月30日・11月1日・11月2日）
- 霜降り明星100人斬り（読売テレビ、2018年12月25日）
- 霜降り明星の自撮りで全部作ってみたTV（CBCテレビ、2019年3月28日）
- 霜降り明星のチューモク!大学生!!〜in明星大学〜（TOKYO MX、2019年7月25日）
- 多面LIFE応援バラエティー 霜降り明星&ミキ あしゅら!（朝日放送テレビ、2019年8月12日）
- 気になるマネーマップ（フジテレビ、2019年8月24日）- MC[50]
- マッチングIV（TBS、2019年9月24日） - MC → 霜降りミキXITとしてレギュラー化
- 芸能人格付けチェック(2019年10月8日、2020年3月31日 ABCテレビ)
- サタデーネクスト「テクってあそぼ!」（日本テレビ、2019年10月26日）- MC[51]
- 全員そろうかな?（テレビ朝日、2019年11月2日・11月9日） - MC
- やりすぎ地球防衛軍（日本テレビ、2019年11月3日） - MC
- 世界のまさかのお買い物（毎日放送、2019年11月27日） - MC
- モンスターサミット（日本テレビ、2019年8月3日・8月17日・12月10日） - MC[52][53]
- それ代わりに撮ってきてください。（関西テレビ、2019年12月15日） - MC
- 24時間でできる限界調査バラエティ ミッション24（TBS、2020年2月12日） - MC
- 新潟×長野一番Get! 〜極上ネタそろってますスペシャル〜（テレビ新潟・テレビ信州、2020年3月6日） - MC
- 土曜☆ブレイク「究極の文化系バトル 〜天脳山〜」（TBS、2020年4月4日） - MC
- やりすぎ未来計画（日本テレビ、2020年4月13日） - MC
- 爆笑問題vs霜降り明星 第7世代と真剣勝負!オール新撮!ネタジェネバトル（テレビ朝日、2020年6月13日） - MC
  - 爆笑問題vs霜降り明星 世代を超えて勝負せよ!ネタジェネバトル2020秋の陣（テレビ朝日、2020年10月10日） - MC
- 行列のできる相談所「各界の新世代が集合!私たちベテランに困ってますSP」（日本テレビ、2020年7月19日） - 所長（スペシャルMC）
- 霜降り明星も大絶賛!旅行＆帰省しなくても東京で食べられる田舎グルメ（テレビ東京、2020年8月9日）
- サンパチスター（テレビ朝日、2020年9月5日、9月12日） - MC
- 学祭天国（日本テレビ、2020年9月27日）- MC
- 霜降り明星の笑野行動〜笑わせあって生き残れ!!〜（フジテレビ、2020年10月8日（7日深夜）・2021年5月6日）
- エポック先生（テレビ朝日、2020年10月11日） - MC
- ナイナイ・キンコン・シモフリのカコイチ恥ずい旅（フジテレビ、2020年12月27日）
- フット霜降りの爆笑ネタ祭り!（テレビ東京、2021年1月1日） - MC[注釈 10]
- 初詣!爆笑ヒットパレード（フジテレビ、2021年1月1日） - 「超豪華新春ネタ祭り」コーナー進行
- 漫才JAPAN（日本テレビ、2021年2月14日・5月7日・14日・6月20日） - MC[注釈 11]
- 2021vs1995〜2000アニソンバトルBEST20（テレビ朝日、2021年3月25日） - MC[注釈 12]
- プレイリストJO1（ABCテレビ、2021年8月18日） - ゲストMC
- サンバリュ「霜降り風磨」シリーズ（日本テレビ）
  - 霜降り風磨のワクワク経済（2021年10月24日） - MC
  - 霜降り風磨のワクワクメディア（2022年7月3日） - MC
  - 霜降り風磨の賛否アリマス（2023年4月9日）- MC[54]
- 芸人シンパイニュース（2022年1月7日・2023年1月2日・2024年1月3日、2025年1月2日、テレビ朝日） - MC
  - 勝手にシンパイショー（2022年7月31日・8月14日、テレビ朝日） - MC
- 霜降り明星の校内放送ジャック（テレビ東京、2022年3月26日・2023年7月22日）[55]
- 霜降り&錦鯉の親孝行イズビューティフル（テレビ朝日、2022年6月25日）
- 月バラナイト「エヂカラハンター」（TBS、2022年6月27日・7月11日）- MC
- いいね!偉人のサムネイル（中京テレビ、2022年10月2日・16日・2023年2月18日・2月25日） - MC[56]
- ケーキのかわり（フジテレビ、2023年6月24日）- MC[57]
- マジ神クリニック（テレビ朝日、2023年7月16日）- MC[58]
- THE MAGIC 〜オールジャンル日本一決定戦〜（東海テレビ、2023年11月28日）- MC[59]
- 霜降り明星のガリョウテンセイ（関西テレビ、2024年2月11日）- MC[60]
- FNS27時間テレビ 日本一たのしい学園祭!（2024年7月20日 - 21日、フジテレビ）- 総合司会[61][注釈 13]

### ネット番組
- 霜降り明星のパパユパユパユ（SunSetTV（静岡朝日テレビによるネット配信チャンネル）、2017年9月9日 - 2019年4月8日）
- 霜降り明星のおうちでギャラハンティング（大阪チャンネル、2019年2月28日 - 3月28日）
- 第41回ABCお笑いグランプリ 最速!最深!新王者を徹底解剖【優勝者特番】（ABEMA、2020年7月12日） - MC[62]
- リアルタイムドッキリ!今夜あなたも共犯者 今日は芸人最悪の日!（ABEMA、2020年10月17日） - MC
- HITOSHI MATSUMOTO presents ドキュメンタル（2021年、Amazonプライム・ビデオ） - シーズン9出演
- 霜降り明星の あなたは誰推し!?オールザッツ漫才ゴールデン大解剖SP（2022年8月10日、TVer）

### ラジオ番組
現在のレギュラー番組
- 霜降り明星のオールナイトニッポン（ニッポン放送、2019年4月　-　） - 冠番組

過去のレギュラー番組
- 霜降り明星のだましうち!（朝日放送ラジオ、2017年10月7日　-　2025年3月29日） - 冠番組

### テレビアニメ
- ポケットモンスター（テレビ東京、2020年4月5日） - せいや：セイヤ 役、粗品：ソシニウム 役[63]
- おじゃる丸（NHK Eテレ、2022年10月3日） - せいや：ツルヤ 役、粗品：ツルナ 役[64]
- 宇宙なんちゃら こてつくん（NHK Eテレ、2022年11月17日） - せいや：せいや 役、粗品：粗品 役[動画 1]
- サザエさん（フジテレビ、2024年7月21日） - せいや・粗品：本人 役[65]

### 劇場アニメ
- ONE PIECE FILM RED（東映、2022年8月6日公開） - せいや：カギノテ 役、粗品：ハナガサ 役[66]
- 映画かいけつゾロリ ラララ♪スターたんじょう（東京テアトル、2022年12月9日公開） - せいや：かみなりじじい 役、粗品：がしゃどくろ 役[67]

### 吹き替え
- ドクター・ドリトル（東宝東和、2020年3月20日公開） - マフィアのアリ 役[68]
- トムとジェリー（ワーナー・ブラザース、2021年3月19日公開） - せいや：天使トム 役、粗品：悪魔トム 役[69]

### アプリゲーム
- 対決!よしもと大運動会（2019年10月14日、よしもとゲームズ） - せいや：ハムスター、粗品：ロバの声[70]

### CM・キャンペーン
- ソフトバンク Web CM「3年B組スマ八先生」（2019年2月）[71]
- ロコンド（2019年3月）[72]
- スシロー（2019年5月）[73]
  - CM出演に伴い、コンビ結成の話し合いをした関目店（大阪市）は店内の装飾が一ヶ月限定で霜降り明星仕様になり、聖地化した。
- エディオンなんば本店（2019年6月）
- バンダイ『ZENONZARD』（2019年9月）[74]
- 明星食品『中華三昧』（2019年10月）[75]
- メッセグループ（2019年12月）
- プレナス『ほっともっと』新コンビ弁当対決！どっちがうまい？投票キャンペーン！」（2020年3月）[76]
  - ミキと共演。
  - 『新・から揚弁当』篇、『新・旨辛から揚弁当』篇（2020年4月23日 - ） - ミキと共演[77]
- 森永製菓『パキシエル』（2020年3月）[78]
- ディップ株式会社『バイトル』「面接コボット」編（2020年3月）、「バイ撮るで1000万円選手権」編（2021年3月）- DAIGO、乃木坂46と共演
- 日清食品「カップヌードル ファイナルヌードル」（2020年6月）
- ダムズグループ（2020年6月）
- ファミリーマート『ごちむすび』（2020年10月）
- 株式会社フロムスクラッチ『b→dash』（2021年2月）[79]
- EDWIN『JERSEYS』（2021年3月）
- 株式会社チャリ・ロト『チャリロト』Web CM「ながら男/麻雀」編（2021年4月）、TV CM「ながら男/行列」編（2021年5月）
- au（KDDI）「povo2.0 START!」篇（2021年9月29日 - ）[80][81]

## 単独ライブ
2013年
- 12月2日 - 「霜降り明星の30分」（5upよしもと/大阪）

2014年
- 1月23日 - 「霜降り明星の30分」（5upよしもと/大阪）
- 3月26日 - 「炎のうず」（5upよしもと/大阪）
- 8月5日 - 「なみのり」（5upよしもと/大阪）
- 10月11日 - 「マスターボール」（5upよしもと/大阪）
- 11月14日 - 「マスターボール」（5upよしもと/大阪）

2015年
- 4月27日 - 「ばくれつパンチ」（道頓堀ZAZA POCKET'S/大阪）

2016年
- 5月17日 - 「ふかみどり」（よしもと漫才劇場/大阪）
- 8月21日 - 「つのドリル」（道頓堀ZAZA HOUSE/大阪）
- 12月9日 - 「そらをとぶ」（よしもと漫才劇場/大阪）

2017年
- 5月14日 - 「かぜおこし」（よしもと幕張イオンモール劇場/千葉）
- 9月3日 - 「スピードスター」（よしもと漫才劇場/大阪）
- 10月9日 - 「ソニックブーム」（ヨシモト∞ホール/東京）

2018年
- 2月3日 - 「ギガドレイン」（よしもと漫才劇場/大阪）
- 3月10日 - 「ゆびをふる」（よしもと漫才劇場/大阪）
- 4月14日 - 「サイコウェーブ」（よしもと漫才劇場/大阪）
- 5月12日 - 「つるぎのまい」（よしもと漫才劇場/大阪）
- 6月3日 - 「にほんばれ」（よしもと漫才劇場/大阪）
- 7月14日 - 「めざめるパワー」（よしもと漫才劇場/大阪）
- 8月12日 - 「いわくだき」（よしもと漫才劇場/大阪）
- 9月8日 - 「みらいよち」（よしもと漫才劇場/大阪）
- 10月7日 - 「ゴッドバード」（よしもと漫才劇場/大阪）
- 11月11日 - 「はかいこうせん」（よしもと漫才劇場/大阪）
- 12月8日 - 「マッハパンチ」（よしもと漫才劇場/大阪）

2019年
- 9月22日 - 「霜降り明星の通信ケーブル」（ルミネtheよしもと/東京）
- 11月17日 - 「霜降り明星の通信ケーブル」（ルミネtheよしもと/東京）

2020年
- 1月26日 - 「霜降り明星の通信ケーブル」（ルミネtheよしもと/東京）
- 3月28日 - 「霜降り明星の通信ケーブル」（ルミネtheよしもと/東京）- 中止
- 11月30日 - 「霜降り明星のひでんマシン」（YES THEATER/大阪）
- 12月29日 - 「霜降り明星のひでんマシン」（YES THEATER/大阪） - 中止

2021年
- 2月15日 - 「霜降り明星のひでんマシン」（YES THEATER/大阪）
- 3月15日 - 「霜降り明星のひでんマシン」（YES THEATER/大阪）
- 4月27日 - 「霜降り明星のひでんマシン」（YES THEATER/大阪） - 中止
- 5月25日 - 「霜降り明星のひでんマシン」（ルミネtheよしもと/東京）

2024年
- 11月10日 - 「たきのぼり」（ルミネtheよしもと/東京）